# Molta

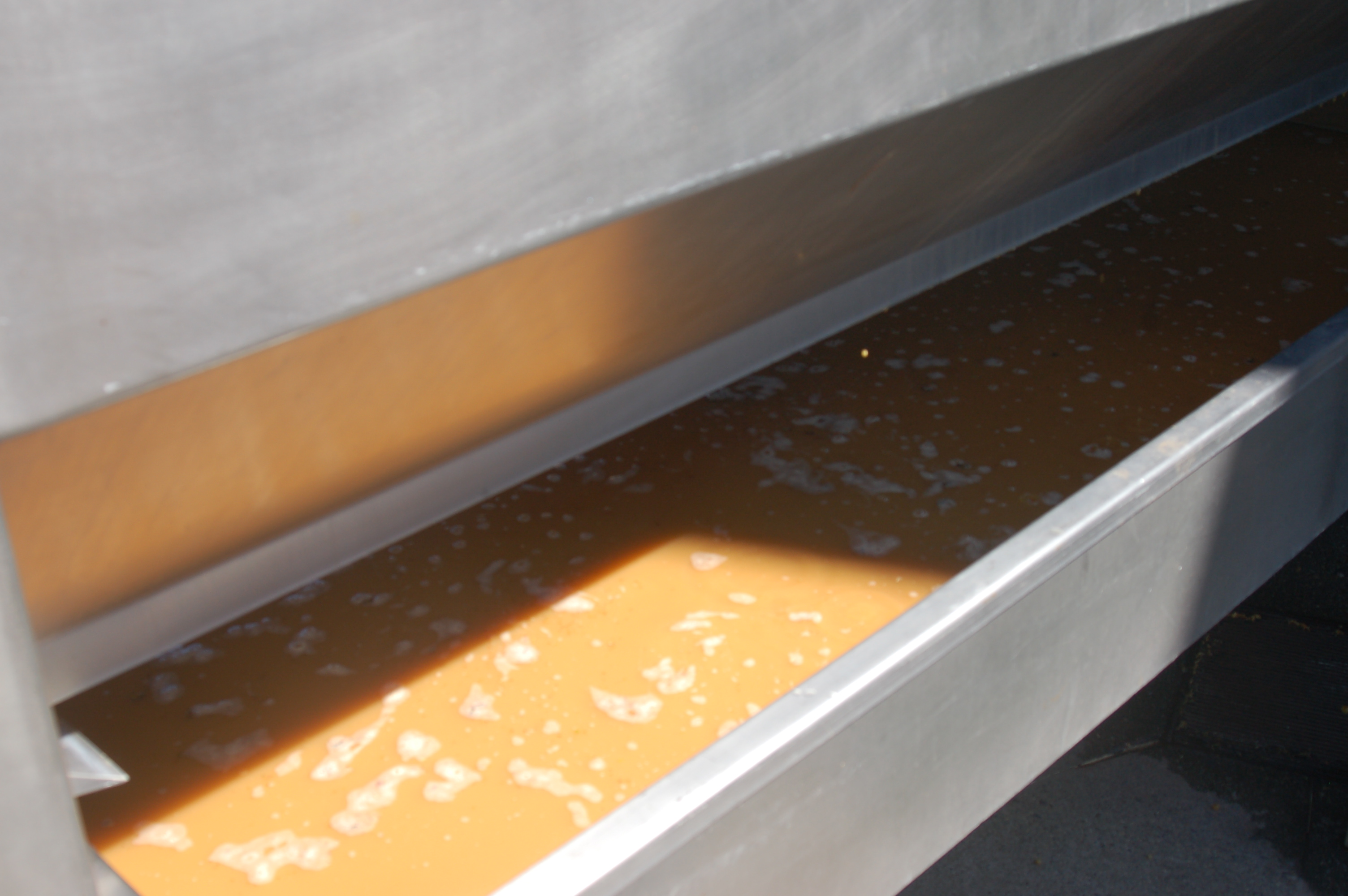
Suc de viognier ja la premsa després de la molta.

La molta o molinada és un procés que persegueix extreure sucs de diversos productes agrícoles com la canya de sucre o el raïm. El terme «molta» és d'ús comú, es refereix a la polvorització i la dispersió del material sòlid. Poden ser grans de cereal, raïm, olives, etc. en productes d'alimentació. Encara que també poden ser pedres o qualsevol altre material sòlid.

## Molta de raïm en l'elaboració de vi
A la molta del raïm es pretén produir la menor lesió de la pell, sense arribar al centre del gra, ja que "les llavors" solen tenir algun taní prou astringent per afectar negativament el sabor del vi. El premsat directe del raïm no serveix en el cas dels raïms tintes, ja que necessita treure del raïm les restes llenyosos, però la pell ha d'acompanyar el líquid en tot el procés fins a la fermentació.
Una alternativa és acompanyar el raïm processades amb grans íntegres que no van ser assolits per la molta, els que cauen junts a l'estany on es produeix la fermentació. Els raïms sencers conserven millor els aromes. A més les reaccions químiques d'aquesta baia abans que es trenquin són diferents a les altres, donant-li un perfil sensorial diferent al vi.
En comptes de molta és millor parlar d'aixafat del raïm. "Amb la paraula molta podria pensar que el raïm es pren, es fica en una mena de juguera i es mol, trencant completament i no és així". Tot el contrari, aquest rebregat s'ha de perseguir amb la menor lesió de la pell de la baia, com si fos ajustada pels dits, de manera que el most o líquid es bolqui a l'exterior. En una bona molta es busca produir un escorregut de la polpa pel fet que les cèl·lules més properes a la pell són les que contenen la major concentració d'aroma i de color. Aquest "premsat" no ha d'arribar al centre del raïm, ja que les llavors tenen tanins molt astringents que afecten negativament el vi.
Recomanada pel raïm negre i pel blanc, la molta segueix processos diferents segons les característiques del gra i el tipus de vi que es vol aconseguir. La primera etapa, però, és igual: en els pous de verema es rep el raïm, que passa per una cinta de selecció on es treuen les fulles i residus vegetals, deixant només els raïms més purs i complets possibles. Després del raïm cau a la màquina despalilladora i moledora, on per un tambor cilíndric amb orificis passen els grans, quedant la rapa dins. La velocitat a la qual gira aquest tambor ofereix una sèrie de regulacions en funció del raïm: si és de fàcil desgrani la velocitat serà menor per no produir un dany de la rapa, amb el consegüent pas de restes vegetals verds cap molta mateixa.
Sota el tambor cilíndric on es produeix el desescombrat, hi ha dos cilindres de goma que s'ajunten entre si com un engranatge i realitzen la molta pròpiament dita, és a dir, premsen els grans que van passant a una bomba que envia el suc premsat cap a les cubes en el cas del raïm negra o cap a les premses en el cas del raïm blanc.